# Immigration illégale

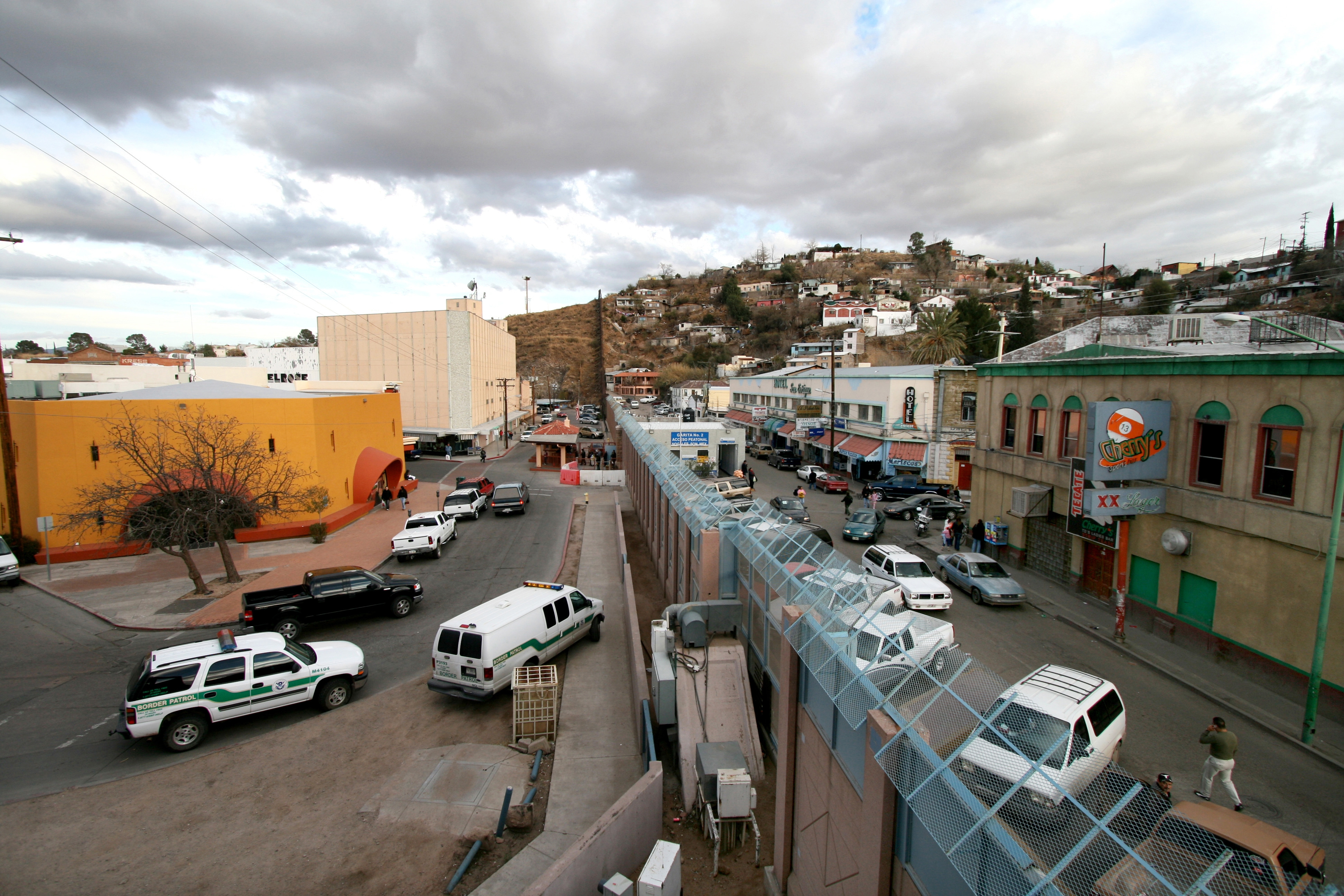
Un fort différentiel économique explique en partie l'immigration clandestine. Ici le mur de Nogales qui sépare à gauche les États-Unis et à droite le Mexique.

Ne doit pas être confondu avec Émigration illégale.
L'immigration clandestine, l'immigration illégale, ou encore immigration irrégulière est l'entrée illégale, illicite, ou discrète sur un territoire national d'étrangers n'ayant pas réalisé les formalités attendues. Cette immigration est considérée comme illégitime, car elle se distingue de l'immigration régulière par l'existence de législation, de traités, de jurisprudences ou d'autres règlements parfois sévères qui ont été mis en place par des États-nations et qui sont contournés. L'illégalité se caractérise par le fait que ces personnes étrangères ne possèdent pas les documents ou conditions requis par la loi ou les traités pour autoriser leur entrée, ou bien par la poursuite de leur séjour après expiration des documents. Suivant les législations, elle peut également concerner des passeurs. La clandestinité se caractérise par le fait que l'entrée et le séjour soient cachés, c'est-à-dire réalisés avec une certaine discrétion, parfois à l'abri des regards. L'irrégularité se caractérise par le fait de ne pas respecter les différentes règles en vigueur, notamment les lois, règlements, procédures relatives au séjour d'un étranger. Pour les pays qui appliquent les décisions de la Cour européenne de justice, le séjour irrégulier n'est plus un délit à la suite d'une décision de la Cour européenne de justice.
À la suite d'une immigration en dehors d'un cadre légal, les personnes se trouvent dans une situation dénommée étrangers en situation irrégulière, aussi appelées « clandestins », ou « sans-papiers ». Peuvent également se trouver dans la clandestinité des personnes n'ayant pas obtenu le renouvellement de leur titre de séjour, sous le coup d'une interdiction de territoire, ou après une demande d'asile rejetée.
L'immigration clandestine concerne généralement les habitants de pays relativement pauvres cherchant un meilleur niveau de vie dans les pays plus riches que celui dont ils sont issus. Mais contrairement à une idée reçue, ce ne sont pas les plus pauvres qui migrent, mais ceux qui en ont les moyens (coût très élevé du voyage) et qui espèrent à l'étranger une meilleure promotion sociale que celle qu'ils auraient dans leur pays.
Dans l'illégalité et la clandestinité, ces personnes ne sont pas protégées par la loi, elles peuvent donc prendre des risques importants, pouvant mettre leur propre vie en péril, dans le but de rejoindre des pays présentant des conditions de vie qu'ils espèrent meilleures. Ils n'hésitent donc pas à tout abandonner pour tenter l'aventure, souvent « aidés » dans cette entreprise par des passeurs peu honnêtes leur faisant payer un prix exorbitant pour leur fournir les moyens de franchir les obstacles naturels (mers, montagne, fleuve, etc.) ou humains (poste frontière, mur) dans des conditions de sécurité extrêmement précaires.
La Grande chambre de la Cour de justice de l'Union européenne s'est ainsi prononcée le 14 mai 2019 sur le principe de non-refoulement. Elle avait été saisie dans des affaires concernant la directive sur les réfugiés (directive 2011/95/UE), plus particulièrement dans ses dispositions sur la révocation du statut de réfugié (ou le refus de son octroi) pour motifs liés à la protection de la sécurité ou de la société de l’État d’accueil. Elle a ainsi rappelé qu'un individu ne pouvait être renvoyé dans un pays où sa vie était en danger.
Le nombre d'immigrés clandestins en France est estimé entre 600 000 et 700 000 par le ministère de l'Intérieur.

## Terminologie
Certains glossaires d'organisations internationales documentent les termes utilisés.
résolution internationale
La résolution 3449 des nations unies considère que le terme illégal ne devrait pas être employé pour des migrants en situation irrégulière en relation avec la dignité des migrants,.
Ce principe est également énoncé, ou repris, par l'Organisation internationale pour les migrations ou un glossaire de la commission européenne.
approches locales, spécifiques à une région ou à une langue
Diverses organisations comme l'Organisation internationale pour les migrations ou la Commission européenne constatent que les termes utilisés varient selon les pays et les débats politiques.
L'union européenne, peut utiliser le terme immigration clandestine dans sa législation en langue française. Ce terme est traduit en illegal immigration dans la législation en langue anglaise.
En Europe, la Convention européenne des droits de l’homme protège toute personne qui se trouve régulièrement sur le territoire d’un État membre et le droit d’y circuler librement et d’y choisir librement sa résidence. 
Dans cette logique, la législation française peut utiliser le terme immigration irrégulière pour les personnes qui ne sont pas protégées par ce droit.
terme immigration
L'organisation internationale pour les migrations (OIM) définit du point de vue du pays d'arrivée l'immigration — au sens large — comme le fait de se rendre dans un pays autre que celui de sa nationalité ou de sa résidence habituelle, avec le pays de destination qui devient de fait nouveau pays de résidence habituelle .

## Contexte et notion d'illégalité

### Définitions
Pour l'Organisation Internationale des Migrations il n'existe pas de définition de la migration illégale. Du point de vue des pays d'arrivée, une immigration est dite irrégulière, liée à l'entrée, au séjour, ou au travail illégal, du fait de l'absence des formalités légalement requises. Du point de vue du pays de départ, l'irrégularité de la migration s'effectue au moment où une personne traverse une frontière internationale sans les documents de voyage ou sans accomplir les attentes administratives nécessaires à la sortie du pays.
Le Bureau international du travail ne définit pas les migrations illégales, mais les situations de migrants « illégalement employés » comme étant des personnes qui « au cours de leur voyage, à leur arrivée ou durant leur séjour ou leur emploi, [dans] des conditions contrevenant aux instructions ou accords internationaux, multinationaux ou bilatéraux pertinents ou à la législation nationale ».
Sur la question de l'illégalité porte deux facettes, l'une est la méthode d'entrée dans le pays, l'autre est la méthode de séjour. Certains immigrés entrent légalement dans un pays et y résident ensuite irrégulièrement, alors que d'autres personnes entrent irrégulièrement dans un pays et y résident ensuite régulièrement.

### Pratiques et quantifications
Pour ce qui est de l'entrée irrégulière dans un pays, les personnes recourent de manière croissante à des réseaux de passeurs et de trafiquants. Ces derniers ont prospéré avec la fermeture accrue des frontières des pays occidentaux alors même que les coûts et les risques sont accrus pour les migrants.
Les traités des Nations unies différencient la « traite de personnes » d'une part et le « trafic illicite de migrants » d'autre part. Toutefois ces différences théoriques ne se manifestent pas explicitement dans les faits.
Il est difficile de savoir combien de personnes franchissent de manière illicite une frontière en raison de l'aspect clandestin de ces passages. Les chiffres connus liés au passage de frontière sont donc des estimations.
Au niveau mondial, le trafic de migrants a connu une progression importante depuis le début des années 1990. Le nombre de migrants dans le monde est estimé à 200 millions de personnes. Selon l’organisation des Nations unies, 15 millions d'entre eux ont été transportés par des passeurs professionnels.
À travers le monde, chaque année, quatre millions de personnes migrent, ce qui représente un chiffre d'affaires de sept milliards de dollars. En Europe, 80 % de l'immigration illégale est détectée en Grèce, en Italie, en Espagne et en France. Ainsi, en 2007, cela représentait 3633 personnes en Belgique et 5 748 en France. Au Canada, pour 200 000 à 500 000 personnes sans papiers, la Gendarmerie royale du Canada estime le nombre de migrants entrant avec l'appui de passeurs clandestin annuellement entre 8 000 et 16 000 personnes.
Au Royaume-Uni, Plus de 10 000 migrants sont arrivés, après avoir traversé la Manche depuis le début de l’année, selon des chiffres du ministère britannique de l’intérieur publiés samedi 25 mai 2024. Ces nouvelles embarcations ont accosté dans le sud de l’Angleterre, avec à leur bord 288 migrants, portant le total de personnes qui sont ainsi parvenues à traverser la Manche à 10 170. Beaucoup viennent d’Afghanistan, d’Iran et de Turquie. Cela représente une augmentation de plus de 35 % par rapport à l’année 2023.
De même, l’agence européenne de garde-frontières et de garde-côtes, a publié un rapport le mercredi 13 mars 2024 pour alerter l'opinion sur l’immigration illégale vers l’Union européenne. Alors que l’année 2023 était la pire enregistrée sur le plan migratoire depuis 2016, les deux premiers mois de 2024 continuent dans ce sens d’après les statistiques dressées par l’instance. « Le nombre de passages irréguliers à la frontière vers l'Union européenne au cours des deux premiers mois de 2024 a atteint 31 200, un niveau similaire à celui d'il y a un an », indique l’étude.
De ce fait, Les autorités marocaines par exemple, ont déjoué pour le seul mois d’août 2024, plus de 11 300 tentatives d’émigration irrégulière, selon le ministère de l’intérieur et arrêté Plus de 150 personnes pour incitation à l’immigration clandestine via les réseaux sociaux, lors de la tentative de franchissement de la frontière avec l’enclave espagnole de Ceuta (appelée Sebta au Maroc), survenue jeudi 19 septembre 2024,.

### Perceptions dans les pays de destination
Au niveau des enjeux, cela concerne des sentiments relatifs à la diversité ethnique et sociale, au multiculturalisme, à la croissance de la population, à la corruption politique, au crime transnational, aux abus des droits de la personne et à l'incapacité des services de l'État et des organisations internationales à un contrôle efficace.

### Facteurs incitatifs
Pour l’économiste Georges Tapinos, « l’immigration illégale n’existe que s’il y a dans le même temps des restrictions et une certaine tolérance ».
Depuis les années 1970, les migrations illégales se sont développées mondialement en raison des différences de vitesse de développement des économies des différents pays. Ceci a conduit à un nombre croissant d'études relatives aux migrations irrégulières.
Certains chercheurs considèrent que les migrant irréguliers sont attirés par des employeurs qui préfèrent les migrants irréguliers pour leur travail plus soutenu à des salaires inférieurs.
En 1931, John Hicks considérait qu'une personne migre pour vivre dans le pays qui lui offre le meilleur salaire, toutefois, la théorie classique a été décrite par Todaro en 1969 : il considère qu'une personne migre pour vivre dans le pays qui lui offre le meilleur pouvoir d'achat.

### Facteurs sociaux
Si la quantité de migrations irrégulières est liée à des facteurs économiques, les lieux de départs et les lieux de destination s'expliquent par la structure des réseaux sociaux des facteurs sociaux. Ainsi, les Mexicains préfèrent aller à Los Angeles plutôt qu'à Minneapolis, en raison de leurs connaissances (parents et amis).
Pour Stark et Bloom, la décision de migrer n'est pas une décision individuelle, mais une décision qui s'inscrit dans le parcours d'un groupe de personnes consanguines ou amies qui s'entraident à cette fin.

## Voies

### Voies européennes
- Vers l'Espagne, les passages se font par le détroit de Gibraltar depuis les côtes marocaines entre Larache et Al Hoceïma et les côtes algériennes, à Oran. Pour les îles Canaries les bateaux partent depuis les côtes du sud marocain, entre Tarfaya et Dakhla, de la Mauritanie, à Nouadhibou, du Sénégal, de la Gambie et de la Guinée. Ceuta et Melilla, deux villes espagnoles situées dans des enclaves sur la côte du Maroc, sont deux autres points d'entrée pour l'Europe, même si leurs frontières sont fermées avec des doubles grillages de six mètres de hauteur.
- Les routes pour l'Italie partent de la Tunisie et surtout de la Libye, entre Zouara et Misrata (canal de Sicile), se dirigeant vers l'île de Lampedusa et la Sicile. Dernièrement les migrants commencent à partir aussi depuis Annaba, en Algérie, vers la Sardaigne.
- Pour la Grèce, les migrants clandestins passent par la Turquie et embarquent à partir des côtes turques autour de Izmir, vers les petites îles grecques de Samos, Lesbos, Chios et Rhodes. Un autre passage est constitué par la frontière terrestre entre Turquie et Grèce. Sur l'autoroute pour Alexandroúpolis et Orestias, chaque année des milliers de migrants entrent en Europe cachés à l'intérieur des camions en direction de la Grèce. Une fois à Athènes, les migrants rejoignent Patras pour embarquer vers l'Italie, sur les ferry se dirigeant vers Ancône, Brindisi et Venise.

Chaque année des centaines de jeunes migrants meurent le long de ces routes, victimes des naufrages comme du désert. En fait, pour rejoindre la Méditerranée, les immigrants sub-sahariens traversent d'abord le désert du Sahara pour rentrer soit en Libye, soit en Algérie.

### Voies américaines
- Vers les États-Unis, les passeurs mexicains (appelés « coyotes ») font traverser le Río Grande ou l'océan Atlantique dans des conteneurs, contre plusieurs milliers de dollars. Aux États-Unis, des citoyens volontaires forment des milices armées qui patrouillent le long des frontières mexicaines (voir Immigration aux États-Unis).

## Victimes
Il a été estimé que 19 144 immigrés sont morts aux frontières de l'Europe entre 1988 et 2013, dont 8 479 sont disparus en mer. En mer Méditerranée, ont perdu la vie 8 315 migrants. Dans le Canal de Sicile, 2 511 personnes sont mortes, entre la Libye, l'Égypte, la Tunisie, Malte et l'Italie, dont 1 549 disparus, et 70 autres ont perdu la vie le long des nouvelles routes entre l'Algérie et l'île de Sardaigne ; 4 091 personnes sont mortes au large des îles Canaries et du détroit de Gibraltar entre le Maroc et l'Espagne, dont 1 986 disparus; 895 personnes sont mortes en mer Égée, entre la Turquie et la Grèce, dont 461 disparus ; 603 personnes sont mortes en mer Adriatique, entre l'Albanie, le Monténégro et l'Italie, dont 220 disparus. Mais on ne traverse pas la mer seulement à bord de pirogues. En naviguant cachés à bord de navires de cargaison régulièrement enregistrés, au moins 146 hommes sont morts asphyxiés ou noyés.
Mais avant d'arriver à la mer, la traversée du Sahara est non moins dangereuse. Les aventuriers africains le traversent sur des camions comme sur des véhicules tout terrain le long des pistes entre le Soudan, le Tchad et le Mali d'un côté et la Libye et l'Algérie de l'autre. Ici, au moins 1 587 personnes sont mortes depuis 1996. Mais selon les survivants, presque chaque voyage compte ses victimes. Le nombre des victimes pourrait donc être bien plus élevé. Les chiffres incluent aussi les victimes des déportations collectives pratiquées par les gouvernements de Tripoli, d'Alger et de Rabat, désormais habitués à abandonner des groupes de centaines de migrants dans les zones frontalières situées en plein désert.
En Libye, les migrants sont maltraités. Il n'y a pas de données officielles, mais au cours de 2006, le Human Rights Watch et l'Afvic ont accusé Tripoli de détentions arbitraires et de torture dans les centres d'arrestation, dont trois sont financés par l'Italie. En septembre 2000 à Zawiyah, dans le nord-ouest du pays, au moins 560 étrangers ont été tués pendant des assauts xénophobes.
En voyageant cachées dans des camions, 283 personnes ont été trouvées mortes. Et 182 migrants se sont noyés dans les fleuves délimitant la frontière, la plupart dans l'Oder-Neisse, entre la Pologne et l'Allemagne, l'Evros entre la Turquie et la Grèce, le Sava entre la Croatie et la Bosnie ; et le Morava entre la Slovaquie et la République tchèque. 112 autres personnes sont mortes d'hypothermie en tentant de franchir la frontière dans les montagnes, la plupart en Turquie et en Grèce. En Grèce, le long de la frontière avec la Turquie, il y a encore des champs de mines. En essayant d'entrer en Grèce après avoir traversé le fleuve Evros, au moins 88 personnes y sont mortes.
Au moins 192 migrants sont morts sous le feu de la police de frontière, dont 35 dans les enclaves espagnoles au Maroc, Ceuta et Melilla, 50 en Gambie, 40 en Égypte et 32 en Turquie, le long de la frontière avec l'Iran et l'Irak. Mais d'autres personnes ont été tuées aussi en France, en Belgique, en Espagne, en Allemagne, au Maroc et en Libye. 41 personnes enfin ont été retrouvées mortes dans le train d'atterrissage d'avions de ligne, 21 personnes sont mortes à Calais ou cachés sous les trains dans le tunnel sous la Manche en direction de l'Angleterre, 2 se sont noyés en essayant traverser la Manche et 12 ont perdu la vie sous autres trains en Italie, Grèce et Suisse.

## Refoulés
Le Maroc expulse les immigrés clandestins pour le compte de l'Union européenne à la frontière de l'Algérie. L'Algérie, à son tour, les repousse vers les pays voisins. Au Mali, à 5 km de la frontière à Tinzaouaten, 800 à 1 000 candidats à l'émigration (juillet 2007) restent sans abri sous un soleil de plomb de 40 °C et subissent humiliations et privations. Parmi eux, il y a trois catégories de candidats migrants : ceux qui veulent retourner chez eux mais n'en ont pas les moyens ; ceux qui ne veulent pas retourner chez eux les mains vides pour éviter la honte ; il y a aussi des passeurs qui s'y mêlent et qui vendent des illusions en attendant le moment de partir.
Les voies de recours juridiques contre les abus des droits de l'Homme sont la saisie de la Commission africaine des droits de l'Homme, qui ne peut intervenir que lorsque les recours possibles sont épuisés dans le pays (au Maroc, par exemple) ou encore le Conseil des droits de l'homme des Nations unies à Genève. Dans ces conditions, un candidat refoulé à la frontière n'a ni l'information, ni les moyens nécessaires pour intenter de telles actions, sans l'appui d'une organisation.

## Par pays et territoires de destination

### Arabie saoudite
Une décision de limiter la proportion de travailleurs immigrés à 20 % de la population de l'Arabie saoudite a commencé à être appliquée en 2013. Un tel pourcentage ramènerait leur nombre à 4 millions contre plus de 9,3 millions en 2012.
Au début novembre 2013, en application de cette décision, une vague d'expulsions d'immigrés clandestins a touché 900 000 personnes depuis le début de l'année, et l'on prévoit un million d'autres expulsions à cette date.

### Dans l'Union européenne
contexte historique européen
En Europe, jusque dans les années 1930, il n'y a pas eu d'obstacle majeur aux migrations, mais les frontières européennes se sont progressivement fermées depuis les années 1970.
A son origine, la convention européenne des droits de l'Homme excluait le statut des étrangers. Elle reconnaissait aux États souverains le droit d'expulser des étrangers.
En 1963, le protocole 4 de la Convention européenne des droits de l’homme protège les droits des citoyens en situation régulière dans les pays l'ayant ratifié.
depuis la création de l'Union (traité de Maastrischtt)
La première enquête exhaustive depuis 2008, réalisée en 2019 par le think-tank Pew Research, évalue le nombre d'immigrés clandestins résidant en Europe de 3,9 à 4,8 millions de personnes en 2017, soit environ 1 % de la population européenne, dont 1 à 1,2 million en Allemagne (environ 1,5 % de la population), 800 000 à 1,2 million au Royaume-Uni, près de 600 000 en Italie et 300 à 400 000 en France (environ 0,6 % de la population). Les  demandeurs d'asile représentent un quart du total de l'immigration illégale, dont plus de 400 000 en Allemagne. Un tiers provient d'Asie, surtout d'Afghanistan et du Pakistan, un quart des Balkans, de Russie ou de Turquie, un cinquième du Moyen-Orient, principalement de Syrie et d'Irak, 17 % d'Afrique subsaharienne et 8 % d'Amérique latine.
crise de 2011-2013
Selon les chiffres de l'agence européenne de contrôle des frontières, le nombre d'entrées illégales dans l'Union européenne a augmenté de 153 % entre 2012-2013 et 2013-2014, passant de 90 924 à 230 901, le nombre de séjours illégaux de 21 %, passant de 337 358 à 409 136. Les demandes d'asile ont augmenté de 38 %.
En 2011, d'après Europol, 80 % des migrations clandestines sont à un moment ou à un autre organisées par le crime organisé.
politiques européennes
L'agence chargée d'agir avant l'entrée clandestine sur les territoires européens s'appelle Frontex.
Si l'union dispose d'outils communautaires sur cette question, elle est également confrontée à l’incohérence des politiques propres à chaque État membre. Ainsi, en 2013, pour Gil Arias Fernandez, « les États n’ont pas la même vision de l’immigration ». « En Suède, où afflue une faible quantité de migrants, les demandeurs d’asile ont de grandes chances d’être accueillis quand la Grèce, submergée, est beaucoup plus stricte ». De même depuis les années 1990, l'Espagne, l'Allemagne, l'Italie et la Belgique ont durci les sanctions contre les personnes entrées sur le territoire sans formalité légale, qui y sont sujettes à des amendes ou à des peines de détention, alors que les Pays-Bas ne sanctionnent pas l'entrée sur le territoire, ni par amende, ni par détention.
depuis 2022
En 2022, au cours des sept premiers mois de l'année, sont dénombrées environ 155 090 entrées irrégulières dans l’Union européenne, selon des calculs préliminaires de Frontex. Cela représente une augmentation de 86 % par rapport à la même période de l’année précédente. Au total, en 2022, 330 000 entrées irrégulières sont enregistrées, les Syriens, les Afghans et les Tunisiens représentant ensemble 47 % des entrées irrégulières. La route des Balkans est empruntée par près de la moitié des réfugiés ce qui représente 145 600 passages enregistrés, soit une hausse de 136 % par rapport à l'année précédente. Seulement 10 % des entrées irrégulières ont été effectuées par des femmes.
En 2023, le nombre d’entrées irrégulières dans l’Union européenne a fortement augmenté. Selon Frontex, 380 000 personnes sont entrées dans l’UE illégalement durant l'année soit une augmentation de 17 % en 2023 par rapport à l’année précédente et le niveau le plus élevé depuis 2016. Selon l’agence européenne, la route d’Afrique de l’Ouest devient la principale porte des entrées irrégulières dans l’Union européenne avec une augmentation de + 541 %. Les axes de la Méditerranée centrale et la route des Balkans connaissent eux des baisses des détections de passages irréguliers avec respectivement -70 % et -65 %. Pour l'axe de la Méditerranée centrale, les principaux exilés sont issus du Bangladesh, de Syrie et de Tunisie.

#### France
Dans les années 2000, les évaluations les plus courantes oscillent entre 200 000 et 400 000 personnes. Pour 2004, la Direction centrale du contrôle de l'immigration et de la lutte contre l'emploi clandestin (Diccilec) avance le chiffre de 200 000 irréguliers mais, de son côté, le Bureau international du travail estime qu'ils sont 400 000.
La loi du 31 décembre 2012 supprime le délit de séjour irrégulier. Ce qui a pour conséquence, selon le quotidien Le Monde, que « les interpellations de sans-papiers sont devenues impossibles à chiffrer », après que le séjour irrégulier n'est plus un délit à la suite d'une décision de la Cour européenne de justice.
Le 28 novembre 2020, la Grande-Bretagne et la France signent un nouvel accord pour lutter contre l'immigration clandestine par la Manche. En 2021, Gérald Darmanin estime que la France compte « 600 000 à 700 000 » immigrés clandestins. En l'absence de données en France sur les sans-papiers, le nombre de bénéficiaires de l'Aide médicale d'État (AME), qui permet aux personnes en situation irrégulière de bénéficier de soins, sert traditionnellement de statistique pour mesurer leur présence sur le territoire. Mais, selon une étude de l'Institut de recherche et documentation en économie de la santé (Irdes) et l'université de Bordeaux de 2019, seul un migrant en situation irrégulière sur deux, éligible à l'Aide médicale d’État, en bénéficie.

#### France (Mayotte)
Mayotte, restée française après l'indépendance du reste de l'archipel et désormais département d'outre-mer français et région ultrapériphérique de l’Union européenne, attire une forte immigration comorienne. En 2014, 597 kwassa kwassas ont ainsi été interceptés par les autorités françaises, avec à leur bord 12 879 personnes, et 610 passeurs ont été arrêtés, selon des données de la Direction générale des Outre-Mer. La traversée en kwassa-kwassa coûte 250 €, contre 1 000 € pour un passage en bateau privé. Un rapport du Sénat évalue à 7 000 à 10 000 le nombre de morts entre 1995 et 2012 liées à la migration par voie maritime[réf. nécessaire].

### Grande-Bretagne
En 2022, plus de 71 000 franchissements irréguliers de la frontière ont été détectés, dont une large part de tentatives et de passages réussis. Plus de 50 nationalités différentes ont été enregistrées.

### En Afrique du Sud
Après la fin de l'apartheid, l'Afrique du Sud a commencé à accueillir des réfugiés venant d'autres pays africains, souvent clandestins. Le gouvernement a mis en place une politique stricte vis-à-vis de l'immigration illégale : un million de personnes ont été reconduites à la frontière dans les années 1990.

### Aux Antilles de l'est
Plusieurs Dominicains et d'autres nationalités antillaises tentent d'immigrer vers Porto Rico et vers d'autres îles dans les Antilles, voire vers la Floride.

### Canada
Au Canada, le concept d'immigration illégale à proprement parler est absent du droit. Les demandeurs d'asile entrant de manière irrégulière, c'est-à-dire ailleurs que par un point d'entrée officiel, voient tout de même leur demande traitée au même titre que tous les autres demandeurs.
Au Canada, des études conduisent à estimer que le nombre de personnes en situation irrégulière est compris entre 200 000 et 500 000.

### États-Unis
Aux États-Unis, les termes utilisés pour parler des personnes se trouvant dans ces situations sont connotés. Ainsi, d'après le New-York Times, l'expression « illegal immigrants » peut être perçue comme offensante, alors que l'expression « undocumented immigrants » peut être perçue comme complaisante. En fait, l'expression « illegal immigrants » est utilisée, selon le quotidien, avec un parti pris conservateur alors que l'expression « undocumented immigrants » suit un parti-pris progressiste. De fait, certains journaux comme le New-York Times suivent un guide de rédaction qui déconseille l'usage de l'expression « illegal immigrants » pour lui préférer une description factuelle[réf. nécessaire]. D'autres termes ne sont jamais utilisés comme la forme substantivé d'« illegal » ou le terme « alien » considéré comme trop sinistre.
Les personnes qui franchissent la frontière des États-Unis en dehors du cadre légal sont appelées illegal migrant (littéralement, migrant illégalement (entré)). Toutefois, cette notion recouvre des situations variées : 
- la situation de « Border Crossing Card Violator » concerne le franchissement illicite d'une frontière (6,5 millions de personnes)
- la situation de « visa overstay » correspond au séjour après expiration du visa (5 millions de personnes)
- la situation de « Border Crossing Card Violations » concerne les personnes qui bénéficie d'une carte de transit mais en détournent l'usage[46].

Aux États-Unis, les aspects légaux de l'immigration illicite sont définis dans la Section 1325 du titre 8 de l'United States Code. Cette section, s'intitule « Improper Entry of Alien » et définit une amende ou une peine de prison l'un n'excluant pas l'autre dans les cas suivants :
- entrée à une heure ou par un lieu non prévu par l'United States Government
- contournement d'un examen ou d'une inspection instituée par l'United States Government
- entrée au moyen de l'usurpation d'identité

Selon les termes légaux, une personne qui ne respecte pas la politique d'immigration peut être punie de six mois de détention pour le premier acte, et de deux années supplémentaires pour chacun des actes supplémentaires.
Depuis la crise mexicaine des années 1980, une partie importante de l'immigration clandestine aux États-Unis provient du Mexique. Cette immigration s'explique par la différence de revenus entre le Mexique et les États-Unis. Les migrants profitent de ce différentiel pour subvenir aux besoins de leur famille et contribuent ainsi à 2 % du PIB du Mexique. Mais d'autres migrants tentent d'économiser en vue de travailler à leur compte sans avoir le statut de salarié.
Plusieurs facteurs influent quantitativement sur les migrations irrégulières depuis le Mexique vers les États-Unis :
- la baisse de salaire au Mexique conduit à une augmentation des migrations irrégulières, alors que les hausses de salaires conduisent à une diminution des migrations irrégulières
- le pouvoir d'achat des salariées des États-Unis au Mexique est le facteur qui motive l'immigration irrégulière
- le facteur le plus influent est le PIB des États-Unis d'Amérique par habitant[17] la demande aux États-Unis crée un effet pull sur les Mexicains.
- enfin, l'augmentation du nombre de policiers chargés de garder la ligne de frontière des États-Unis a un effet négatif sur l'immigration clandestine.

L'ensemble de ces facteurs correspondent à une théorie d'attraction-expulsion (dénommée en langue anglaise push-pull): cette théorie considère en effet que les migrations irrégulières sont liées à l'attrait du pays de destination, et au rejet du pays d'origine.
Les États-Unis sont également confrontés à l'arrivée d'enfants mineurs.
Les personnes qui migrent de manière irrégulière aux États-Unis sont confrontées à des problèmes variés: violence au cours du voyage, violation des droits humains au Mexique et aux États-Unis, et loi anti-immigration qui criminalisent l'entrée irrégulière.
Par ailleurs, l'immigration illégale aux États-Unis génère de l'inquiétude dans la population des États-Unis, quant à la porosité des frontières.
De 2003 à 2015, le nombre des migrations irrégulières depuis le Mexique vers les États-Unis s'est réduit, d'une part en raison de la croissance retrouvée du Mexique, et d'autre part en raison de la baisse de la demande de main d’œuvre bon marché dans le secteur de la construction à la suite de la crise des États-Unis de 2007.

### Mexique
Un flux important existe depuis le Mexique vers les États-Unis.
Environ 100 000 Mexicains tentent chaque année de traverser la frontière entre le Mexique et les États-Unis. Seuls 10 % d'entre eux parviennent à passer[réf. nécessaire].

### Pakistan
Le Pakistan reçoit depuis le début des guerres d'Afghanistan en 1979 des millions de réfugiés afghans. Le gouvernement pakistanais estime qu'environ 1,73 million de ressortissants afghans n'ont aucun document légal pour rester. En octobre 2023, il ordonne à tous les immigrants illégaux de quitter le pays au 1er novembre sous peine d'expulsion, après avoir révélé que 14 des 24 attentats suicides dans le pays cette année avaient été perpétrés par des ressortissants afghans.

### En Asie du Sud-Est
Entre autres, des flux de Philippins vers des pays voisins, vers des pays arabes et vers les États-Unis existent.